# 弗朗西斯堡-國際瀑布城國際大橋
弗朗西斯堡-國際瀑布城國際大橋（英語：Fort Frances–International Falls International Bridge）是一條連接加拿大與美國的國際橋樑，跨越雷尼河連接南端美國明尼蘇達州國際瀑布城和北端加拿大安大略省弗朗西斯堡，由美國紙業公司波伊西（Boise Inc.）旗下的明尼蘇達、達科他和西部鐵路公司（Minnesota, Dakota and Western Railway，簡稱MD&W）和加拿大紙業公司堅毅林木產品（Resolute Forest Products）共同擁有，年度汽車流量近90萬架次。
大橋供鐵路和汽車行駛：鐵路軌坐落大橋的西側，而東側則載有來回方向各一條行車線。由於大橋的西側可承受較大的負荷，貨車或巴士等重型車輛亦取道西側過橋。此外，大橋亦承載一條連接兩岸造紙工廠的管道。大橋南行方向無需繳費，北行方向私家車收費為6.00美元。此外，當地商戶亦有出售折扣儲值卡，憑卡可享用約0.80美元的橋費過橋12次。
大橋於1908年動工，1912年啓用。大橋北端駁上安大略11號和71號省道，兩者皆隸屬橫加公路；南端則駁上美國53號和71號國道。